# Arditi del Popolo
Arditi del Popolo (von ital. ardito, dt. „kühn“, „mutig“, Popolo dt. Volk) war die Bezeichnung einer antifaschistischen italienischen Organisation, die zwischen 1921 und 1924 bestand. Viele ihrer Mitglieder hatten im Ersten Weltkrieg der Sturmtruppe Arditi angehört. Sie vereinte Syndikalisten, Sozialisten, Kommunisten, Anarchisten, Republikaner und andere als auch einige frühere Militäroffiziere.

## Geschichte

Fahne einer Gruppierung der Arditi del Popolo

Die Arditi entstanden 1917 als eine besonders ausgebildete Sturmtruppe für den Grabenkrieg. Sie bestand größtenteils aus besonders motivierten Freiwilligen. Viele dieser Freiwilligen, die die mit äußerster Grausamkeit geführten Kämpfe überstanden hatten, kamen nach dem Krieg im Zivilleben nicht mehr zurecht und radikalisierten sich politisch. Sie schlossen sich 1919 zu der Vereinigung Associazione Arditi d’Italia zusammen, ohne einen Konsens über deren politische Ausrichtung in der von politischer Instabilität, Wirtschaftskrise und Arbeitslosigkeit gekennzeichneten Nachkriegszeit zu erreichen. Ein Großteil der Arditi sympathisierte mit dem Faschismus und schloss sich Mussolinis Kampfbünden an. Eine Arditi-Freischar unterstützte im September 1919 den Nationalisten und Schriftsteller Gabriele D’Annunzio bei der Besetzung der Stadt Fiume.
Auf das von sozialistischer und kommunistischer Agitation geprägte Biennio rosso folgte 1921 und 1922 die faschistische Reaktion im Biennio nero. Dem Terror der faschistischen Schwarzhemden überdrüssig gewordene linksgerichtete Arditi spalteten sich im Sommer 1921 von der gemeinsamen Veteranenvereinigung ab und bildeten die neue, militant antifaschistische Gruppierung Arditi del Popolo. Von der sozialistischen und der neuen Kommunistische Partei Italiens wurde sie nicht unterstützt, obwohl Antonio Gramsci und sogar Lenin dies gefordert hatten. Nachteilig war auch, dass sich in dieser spannungsgeladenen Zeit das Großbürgertum und die wirtschaftliche Elite auf die Seite der Faschisten schlug und deren Machtergreifung begünstigte, um Besitzstände zu wahren und für Ruhe und Ordnung zu sorgen.
Die Arditi del Popolo, zu denen noch die „Proletarischen Verteidigungsformationen“ (formazioni di difesa proletaria) stießen, hatten Ende 1921 rund 20.000 Mitglieder. Sie bestanden nicht nur aus Kriegsveteranen, sondern auch aus anderen Anarchisten und Kommunisten. Trotz der mangelnden politischen Unterstützung erzielten sie mehrere beachtliche Erfolge gegen faschistische Schwarzhemden, so im August 1922 in Parma, als wenige hundert Arditi del Popolo mit Unterstützung von Teilen der Bevölkerung die Stadt gegen rund 10.000 Schwarzhemden Roberto Farinaccis und Italo Balbos erfolgreich verteidigten.
Nachdem Mussolini Ende Oktober 1922 Regierungschef geworden war und mit dem Aufbau seines totalitären Systems begonnen hatte, gerieten die Arditi del Popolo schnell in eine unhaltbare Lage. Bis 1924 wurden sie vollständig aufgelöst. Viele ihrer ehemaligen Angehörigen kämpften im Spanischen Bürgerkrieg in den Internationalen Brigaden. Von 1943 bis 1945 trugen Gruppierungen der Resistenza nochmals den Namen Arditi del Popolo.